# Steinkiste von Loftsgård
Die Steinkiste von Loftsgård (auch Lousgaard Stenkiste genannt) liegt zwischen dem Melstedvej und der Nordostküste, südöstlich von Melsted, in Østerlarsker bei Gudhjem auf der dänischen Insel Bornholm.
Die ausgegrabene Steinkiste (dänisch Hellekiste) liegt im Zentrum einer mittig ausgeräumtem Röse von etwa 8,0 m Durchmesser und 0,5 m Höhe. Sie misst innen 1,0 × 2,0 m und ist aus kantigen, großen Steinen gebaut, deren flache Seiten nach innen gerichtet sind. Am Rand der Röse sind im Osten und Süden eckige Granitsteine der Einfassung zu sehen.
Etwa 700 m nordwestlich, auf dem Gräberfeld von Kobbeå, liegen mehrere Rösen und eine Steinkiste.